# ۵۷۰ (پیش از میلاد)
۵۷۰ (پیش از میلاد) ۵۷۰مین سال قبل از تقویم میلادی است.